# Karangsambung (Kedungwaringin)
Karangsambung is een bestuurslaag in het regentschap Bekasi van de provincie West-Java, Indonesië. Karangsambung telt 9187 inwoners (volkstelling 2010).